# John Sturrock
John Sturrock est un rameur britannique né le 20 mars 1915 à Weymouth (Royaume-Uni) et mort le 20 juillet 1974 dans la même ville.

## Biographie
John Sturrock participe à l'épreuve de quatre sans barreur aux Jeux olympiques d'été de 1936 à Berlin et y remporte la médaille d'argent.